# Camp de Les Corts
Il Camp de Les Corts comunemente chiamato Les Corts è stato uno stadio di Barcellona che ha ospitato il Futbol Club Barcelona fino al trasferimento nel nuovo impianto del Camp Nou nel 1957.
Les Corts fu progettato dagli architetti Santiago Mestres e Josep Alemany chiamati da Joan Gamper allora presidente del club catalano, lo stadio venne inaugurato il 20 maggio 1922 con una capacità iniziale di 20 000 posti (che salirono fino a 60 000 prima della demolizione), il campo era in erba e di dimensioni 101×62 m.
Il 13 maggio 1923 fu il teatro della finale di Coppa del Re tra Athletic Bilbao e CE Europa. Il 21 dicembre 1924 ospitò una amichevole tra Spagna e Austria. L'impianto è stato demolito il 2 febbraio 1966.